# 田口栄一
田口 栄一（たぐち えいいち、1932年9月14日 - 2022年4月18日）は、日本の経営者。三菱レイヨン(現在の三菱ケミカル)社長、会長を務めた。

## 経歴
東京都出身。1955年に一橋大学商学部を卒業し、同年に三菱レイヨンに入社。1985年6月に取締役に就任し、1989年6月に常務、1991年6月に専務を経て、1993年6月に社長に就任。200年6月に会長に就任し、2004年6月から相談役を務めた。
2022年4月18日老衰のために死去。89歳没。